# Charles Eaton
Charles Eaton (22 de junio de 1910 – 15 de agosto de 2004) fue un actor teatral y cinematográfico de nacionalidad estadounidense, el miembro masculino más importante del grupo de intérpretes y hermanos conocidos por el apelativo de Los Siete Pequeños Eaton. Todos los hermanos actuaron en uno u otro momento en las Ziegfeld Follies representadas entre 1918 y 1923.

## Biografía
Nacido en Washington D. C., debutó, siendo un niño, como actor teatral en el circuito de Broadway junto a su hermana Doris en 1918, en la pieza Mother Carey's Chickens. Su confirmación teatral llegó en 1928 en Broadway con la producción Skidding, que tuvo un total de 472 representaciones. Eaton actuaría a lo largo de su carrera en diez shows representados en Broadway, entre ellos The Awakening, The Ziegfeld Follies de 1921, en el que trabajó con W. C. Fields, A Royal Fandango, con Ethel Barrymore, Peter Pan, y Tommy. También hizo vodevil en el Teatro Palace, y viajó en giras con obras como Don't Count Your Chickens, con Mary Boland.
Como actor cinematográfico, Eaton trabajó en más de una docena de filmes entre las décadas de 1920 y 1930, muchos de ellos de escasa calidad. Empezó en 1921, junto a Wallace Reid, en Forever, primera versión filmada de la obra de George du Maurier Peter Ibbetson. Tuvo éxito en la transición al sonoro, y trabajó con Helen Twelvetrees en la comedia The Ghost Talks (1929), que fue la primera cinta hablada de Fox Film Corporation, y con Marguerite Churchill en Harmony at Home (1930). Su última película fue la producción británica "Sons of the Sea".
Las ofertas de Broadway y Hollywood disminuyeron con la llegada de La Gran Depresión, y finalmente Eaton cayó en el alcohol, como ocurrió con sus hermanas Pearl y Mary Eaton. Tiempo después de finalizada su carrera artística, Eaton fue capitán del Cuerpo Aéreo del Ejército de los Estados Unidos en Foggia, Italia durante la Segunda Guerra Mundial. Tras la guerra hizo negocios con su hermana Doris Eaton Travis, que dirigía una franquicia de los Arthur Murray Dance Studios en Detroit, y que tenía ocasionales contactos teatrales. En 2003, junto a Doris, escribió unas memorias de la familia Eaton tituladas The Days We Danced. 
Charles Eaton falleció en el año 2004 en Norman (Oklahoma), por causas naturales. Tenía 94 años de edad. Su cuerpo descansa en un nicho en el Cementerio del Ángel Guardián en Rochester (Míchigan).

## Filmografía
- Forever (1921)
- The Prodigal Judge (1922)
- The Ghost Talks (1929)
- Knights Out (1929)
- Harmony at Home (1930)
- Poor Little Rich Boy (1932)
- The Divorce Racket (1932)
- Enlighten Thy Daughter (Blind Fools) (1934)
- Who Goes Next? (1938)
- The Gaunt Stranger (The Phantom Strikes) (1938)
- Blondes for Danger (1938)
- Lightning Conductor (1938)
- Sword of Honour (1938)
- Sons of the Sea (1939)